# Nemanja Đurić
Pour les articles homonymes, voir Đurić.
 (7 août 2025).
Le texte peut changer fréquemment, n’est peut-être pas à jour et peut manquer de recul. N’hésitez pas à participer, en veillant à citer vos sources.
Nemanja Đurić (en serbe en écriture cyrillique : Немања Ђурић), né le 18 juin 1936 à Belgrade (royaume de Yougoslavie) et mort le 7 août 2025 dans la même ville, est un joueur et entraîneur yougoslave de basket-ball.

## Palmarès
- Finaliste du championnat du monde 1963, 1967
- Finaliste du championnat d'Europe 1961, 1965
- 3e du championnat d'Europe 1963
- Vainqueur des Jeux méditerranéens de 1959